# Tjålmakjaure (Arjeplogs socken, Lappland)
Tjålmakjaure är en sjö i Arjeplogs kommun i Lappland och ingår i Byskeälvens huvudavrinningsområde. Sjön har en area på 0,136 kvadratkilometer och ligger 433,1 meter över havet.

## Delavrinningsområde
Tjålmakjaure ingår i det delavrinningsområde (729986-162233) som SMHI kallar för Inloppet i Långträsket. Medelhöjden är 458 meter över havet och ytan är 34,09 kvadratkilometer. Räknas de 8 avrinningsområdena uppströms in blir den ackumulerade arean 147,01 kvadratkilometer. Långträskälven som avvattnar avrinningsområdet har biflödesordning 2, vilket innebär att vattnet flödar genom totalt 2 vattendrag innan det når havet efter 186 kilometer. Avrinningsområdet består mestadels av skog (80 procent) och sankmarker (14 procent). Avrinningsområdet har 0,52 kvadratkilometer vattenytor vilket ger det en sjöprocent på 1,5 procent.